# 므하레
므하레(조지아어: მხარე)는 조지아의 주이다. 므하레는 일반적으로 나라의 한 구획인 지역(region)으로 번역된다.
조지아는 압하지야와 남오세티야에서 일어난 분리주의 충돌에 관련된 문제들이 어느 정도 해결된 이후부터 1994년부터 1996년까지는 한때 대통령령에 따라 일시적인 일시적인 원리로 지역들을 분류했다. 므하레 행정 및 집행 기관장은 조지아의 대통령이 임명한 국장(სახელმწიფო რწმუნებული, 삭셀므키포 르크무네불리, "주지사"의 약칭)이다.
각 주들은 라이오니 (구 또는 군)으로 다시 세분된다.
조지아에는 9 므하레가 있다. 주 이름 (수도) :
- 구리아 (오주르게티)
- 이메레티 (쿠타이시)
- 카헤티 (텔라비)
- 크베모 카르틀리 (루스타비)
- 므츠헤타 므티아네티 (므츠헤타)
- 라차레츠후미 크베모 스바네티 (암브롤라우리)
- 사메그렐로제모 스바네티 (주그디디)
- 삼츠헤 자바헤티 (아할치헤)
- 시다 카르틀리 (고리)

## 같이 보기
- 조지아의 행정 구역